# Sowjetische Rugby-Union-Nationalmannschaft
Die sowjetische Rugby-Union-Nationalmannschaft (russ.: Сборная СССР по регби, Sbornaja SSSR po regbi) war die offizielle Nationalmannschaft der Sowjetunion in der Sportart Rugby Union und repräsentierte das Land bei allen Länderspielen (Test Matches) der Männer. Sie bestand ab 1974 und nahm überwiegend an den Europameisterschaften teil. Mit dem Zerfall der Sowjetunion löste sie sich 1991 auf. An ihre Stelle traten die Nationalmannschaften der unabhängig gewordenen Teilrepubliken, wobei vor allem die russische und die georgische Nationalmannschaft von Bedeutung sind.

## Geschichte

### Einführung von Rugby
Im Russischen Kaiserreich scheint Rugby erstmals in den frühen 1880er Jahren in Moskau gespielt worden zu sein. 1886 begann die Polizei jedoch gegen Rugbyspiele vorzugehen, weil sie diese für „brutal“ hielt und „geeignet, Demonstrationen und Unruhen anzustiften“. Die Verurteilung durch die zaristischen Behörden hielt wahrscheinlich viele Leute vom Rugbyspielen ab und Aufzeichnungen darüber in den folgenden drei Jahrzehnten sind spärlich. Das erste offiziell in Moskau ausgetragene Spiel fand 1923 statt, also nach der Oktoberrevolution. Im selben Jahr erfolgte die Gründung der ersten Rugbymannschaften der Sowjetunion. Am verbreitetsten auf dem Gebiet der Russischen Sowjetrepublik war Rugby in der Hauptstadt sowie in Krasnojarsk. Eine sowjetische Meisterschaft existierte erstmals von 1936 bis 1939. Das Fehlen geeigneter Einrichtungen und Ausrüstung war ein ständiges Problem. Rugby wurde auch nicht ausreichend bekannt gemacht, um ähnlich wie beim Fußball ein öffentliches Interesse zu wecken, sodass die Behörden ihre Bemühungen bis nach dem Ende der stalinistischen Ära weitgehend aufgaben.
Eine eigenständige Entwicklung nahm Rugby in der Georgischen Sowjetrepublik, wo es 1928 erstmals eingeführt worden war. Besonders ab den 1950er Jahren erlangte es dort große Beliebtheit. Zum einen profitierte es von der Ähnlichkeit mit dem traditionellen Ballspiel Lelo burti, zum anderen von der Aufbauarbeit des armenisch-französischen Lehrers Jacques Haspekian. Georgien wurde zur eigentlichen Hochburg des sowjetischen Rugbysports und in späteren Jahren stellten georgische Spieler stets einen bedeutenden Teil der Nationalmannschaft. Auch in Russland nahm das Interesse in den späten 1950er Jahren wieder zu und 1966 wurde die sowjetische Meisterschaft wiedereingeführt. Nachdem in verschiedenen Teilrepubliken Verbände gegründet worden woaren, folgte 1968 die Gründung des sowjetischen Rugbyverbandes. Eine führende Rolle bei der Förderung des Rugbysports hatte Wladimir Iljuschin inne, der 2013 für seine Verdienste posthum in die World Rugby Hall of Fame aufgenommen wurde.

### Gründung der Nationalmannschaft
Der sowjetische Rugbyverband stellte im August 1974 erstmals eine Nationalmannschaft zusammen, die an einem von der Zeitung Sozialistitscheskaja Industrija organisierten Turnier gegen Vereinsmannschaften antrat. Kurz nachdem der Verband in die FIRA aufgenommen worden war, trat die Nationalmannschaft am 1. September 1975 zu ihrem ersten Test Match an. Es fand in Leningrad anlässlich des „Turniers der sozialistischen Industrie“ statt und endete mit einem 28:0-Sieg über die tschechoslowakische Auswahl. Ein Jahr später entschied sie die nächste Austragung in Lwiw für sich und durfte aufgrund ihrer relativen Stärke sogleich in die zweiten Division der Europameisterschaft einsteigen. Bereits 1978 stieg sie in die erste Division auf und etablierte sich rasch als zweitbeste Mannschaft im Ostblock. Der größte Rivale war Rumänien, gegen das man meistens den Kürzeren zog. Ende der 1970er Jahre entstand in den traditionellen Rugbynationen durchaus der Eindruck, dass die osteuropäischen Staaten – allen voran die Sowjetunion und Rumänien – im Rugbysport bald weltweit führend sein würden. Der frühere neuseeländische Spieler Chris Laidlaw betrachtete Rugby als positive Kraft in den damaligen Ost-West-Beziehungen:

“Rugby has become the ping-pong of outdoor sports in its capacity to spread goodwill between East and West. Over the last 30 or 40 years it has spread through Eastern Europe, establishing itself strongly in Romania and Yugoslavia, Hungary and into the USSR. The fact that a Russian team [sic] has finally played a full-scale, if unofficial Test match against France speaks for itself.”

„Rugby ist in seiner Fähigkeit, guten Willen zwischen Ost und West zu verbreiten, das Ping-Pong-Spiel unter den Freiluftsportarten. In den letzten 30 oder 40 Jahren hat es sich in Osteuropa ausgebreitet und sich in Rumänien und Jugoslawien, Ungarn und in der UdSSR fest etabliert. Die Tatsache, dass eine russische Mannschaft [sic] endlich ein vollwertiges, wenn auch inoffizielles Test Match gegen Frankreich bestritten hat, spricht für sich selbst.“

Laidlaw machte sich auch Gedanken um den im Ostblock weit verbreiteten Staatsamateurismus, der dem typischen Amateurgedanken im Westen gegenüberstand:

“So far as the East Europeans and the Russians are concerned, who knows where the incentives lie? In such societies rugby, like many other sports before it, is becoming an expression of national achievement and therefore the subject of careful nurturing. Yet, is the risk of the double standard, so evident in the athletic arena, permeating the East Europeans' approach to rugby so great as to justify the exclusion of the Communist world indefinitely from regular rugby competition?”

„Was die Osteuropäer und die Russen betrifft, wer weiß, wo die Anreize liegen? In diesen Gesellschaften wird Rugby, wie viele andere Sportarten zuvor, zu einem Ausdruck nationaler Errungenschaften und damit zu einem Gegenstand sorgfältiger Pflege. Doch ist die Gefahr, dass die in der Leichtathletik so offensichtliche Doppelmoral die osteuropäische Einstellung zum Rugby durchdringt, so groß, dass sie den Ausschluss der kommunistischen Welt vom regulären Rugby-Wettbewerb auf unbestimmte Zeit rechtfertigt?“

### Weitere Entwicklung und Auflösung
Entgegen den damaligen Einschätzungen fand das sowjetische Rugby nie ganz den Anschluss an die Rugbynationen auf der anderen Seite des Eisernen Vorhangs. Die spielerischen Kontakte blieben weitgehend auf die FIRA-Mitgliedsländer beschränkt, während Begegnungen mit Mitgliedern des damals noch sehr exklusiven International Rugby Board (IRB, heute World Rugby) spärlich waren. Einzige Ausnahme war Frankreich, das aber zu den Europameisterschaftsspielen gegen die Sowjetunion stets nur die zweite Auswahl entsandte und trotzdem in den meisten Fällen als Sieger vom Platz ging. Bei den FIRA-Europapokalwettbewerben 1984/85, 1985–87, 1987–1989 und 1989/90 belegte die Sowjetunion jeweils den zweiten Platz hinter den Franzosen. Bekanntester Spieler jener Ära war Igor Mironow, der mehrere Male in die Auswahl der Barbarians berufen wurde.
Während der Zeit der Perestroika intensivierten sich die Kontakte außerhalb Europas. So unternahm die Nationalmannschaft im Juli 1986 und Juni 1987 jeweils eine Tour nach Simbabwe, 1988 lud sie die Nationalmannschaft der Vereinigten Staaten zu einem internationalen Turnier in Moskau ein. Die Sowjetunion soll ihre Einladung zur ersten Weltmeisterschaft wegen ihrer Abneigung gegen das Apartheid-Regime in Südafrika abgelehnt haben. In der Großen Sowjetischen Enzyklopädie heißt es zwar, dass Rugby in Großbritannien, Neuseeland, Frankreich, Rumänien und Australien populär ist, aber Südafrika wird bezeichnenderweise nicht erwähnt. Gemäß dem exilrumänischen Autor Chris Thau sei Frankreich vor 1987 in dieser Angelegenheit an den sowjetischen Verband herangetreten und habe eine Teilnahme der Sowjetunion zugesagt, falls Südafrika nicht eingeladen würde. Letztendlich nahmen weder Südafrika noch die Sowjetunion teil.
Der beginnende Zerfall der Sowjetunion hatte einschneidende Auswirkungen auf den Rugbysport, da die staatlichen Subventionen wegfielen und viele der kleineren Vereine gezwungen waren, sich aufzulösen oder neu zu gründen. In Russland lagen die beiden wichtigsten Zentren, Moskau und Krasnojarsk, Tausende von Kilometern auseinander. Georgien hingegen war eines der wenigen Teilrepubliken, in denen es noch eine große Anzahl von Vereinen gab; dies lag zum Teil daran, dass Rugby dort sehr populär geworden und die Liga in einem relativ kompakten Gebiet angesiedelt war. Die sowjetische Nationalmannschaft wurde 1991 jeweils zu kurzen Touren nach Neuseeland und Großbritannien eingeladen, wo sie unter anderem zu Freundschaftsspielen gegen die All Blacks und die englische Nationalmannschaft antrat. Ihre beiden letzten Test Matches absolvierte sie im November 1991 unter der Bezeichnung „Gemeinschaft Unabhängiger Staaten“ gegen Italien und Spanien, im Rahmen des FIRA-Europapokals 1990–92. Auf eine Teilnahme an der Qualifikation zur Weltmeisterschaft 1991 verzichtete sie.
Vor und nach der Auflösung des sowjetischen Verbandes bildeten sich in 12 von 15 unabhängig gewordenen Teilrepubliken der Sowjetunion neue Verbände und Nationalmannschaften (bis heute fehlen sie in Belarus, Tadschikistan und Turkmenistan). Als die erfolgreichsten Nachfolgeteams etablierten sich Georgien und Russland, die beide mehrmals an Weltmeisterschaften teilgenommen haben.

## Test Matches
Die Sowjetunion gewann 68 ihrer 93 Test Matches, was einer Gewinnquote von 73,12 % entspricht. Die Statistik der Test Matches der Sowjetunion gegen alle Nationen, alphabetisch geordnet, ist wie folgt:
| Land               | Spiele | Gewonnen | Unent- schieden | Verloren | % Siege |
| ------------------ | ------ | -------- | --------------- | -------- | ------- |
| BR Deutschland     | 6      | 5        | 0               | 1        | 83,33   |
| Bulgarien          | 1      | 1        | 0               | 0        | 100,00  |
| DDR                | 4      | 4        | 0               | 0        | 100,00  |
| Italien            | 14     | 9        | 1               | 4        | 64,29   |
| Jugoslawien        | 2      | 2        | 0               | 0        | 100,00  |
| Marokko            | 3      | 3        | 0               | 0        | 100,00  |
| Niederlande        | 1      | 1        | 0               | 0        | 100,00  |
| Polen              | 20     | 18       | 0               | 2        | 90,00   |
| Portugal           | 2      | 2        | 0               | 0        | 100,00  |
| Rumänien           | 16     | 3        | 0               | 13       | 18,75   |
| Schweden           | 2      | 2        | 0               | 0        | 100,00  |
| Simbabwe           | 4      | 2        | 0               | 2        | 50,00   |
| Spanien            | 7      | 7        | 0               | 0        | 100,00  |
| Tschechoslowakei   | 7      | 5        | 0               | 2        | 71,43   |
| Tunesien           | 3      | 3        | 0               | 0        | 100,00  |
| Vereinigte Staaten | 1      | 1        | 0               | 0        | 100,00  |
| Gesamt             | 93     | 68       | 1               | 24       | 73,12   |

Nicht als Test Matches zählten Begegnungen mit folgenden Mannschaften:
| Land         | Spiele | Gewonnen | Unent- schieden | Verloren | % Siege |
| ------------ | ------ | -------- | --------------- | -------- | ------- |
| England      | 1      | 0        | 0               | 1        | 0,00    |
| England U25  | 1      | 0        | 0               | 1        | 0,00    |
| Frankreich A | 13     | 3        | 1               | 9        | 23,08   |
| Neuseeland   | 1      | 0        | 0               | 1        | 0,00    |